# Tapecomys primus
Tapecomys primus is een zoogdier uit de familie van de Cricetidae. De wetenschappelijke naam van de soort werd voor het eerst geldig gepubliceerd door Anderson & Yates in 2000.